# Haliclona cylindrica
Haliclona cylindrica är en svampdjursart som först beskrevs av Topsent 1913.  Haliclona cylindrica ingår i släktet Haliclona och familjen Chalinidae. Inga underarter finns listade i Catalogue of Life.